# Sur ordre du Führer
Pour plus de détails, voir Fiche technique et Distribution.
Sur ordre du Führer (La battaglia d'Inghilterra) est un film franco-hispano-italien réalisé par Enzo G. Castellari, sorti en 1969.

## Synopsis
Lors de l'évacuation de Dunkerque en 1940, une équipe de saboteurs allemands usurpe l'identité de soldats britanniques décédés pour s'infiltrer en Angleterre. Leur objectif initial est de paralyser les défenses aériennes britanniques en détruisant des stations radar. Bien que l'identité et la localisation des saboteurs soient encore non déterminées, une équipe de soldats britanniques est réunie pour les traquer et les mettre hors d'état de nuire. Alors que la bataille d'Angleterre fait rage dans les airs, l'affrontement entre les deux groupes de soldats britanniques et allemands survient lorsque ces derniers sont sur le point de dynamiter le centre de commandement de la Royal Air Force.

## Fiche technique
Sauf indication contraire, les informations mentionnées dans cette section peuvent être confirmées par la base de données cinématographiques IMDb,  présente dans la section « Liens externes ».
- Titre français : Sur ordre du Führer ou Aigles sur Londres ou De Dunkerque à la bataille de Londres[1]
- Titre original italien : La battaglia d'Inghilterra[2]
- Titre espagnol : El largo día del águila[3]
- Réalisateur : Enzo G. Castellari
- Scénario : Enzo G. Castellari, Tito Carpi (it), Gilles Dumoulin, Vincenzo Flamini, José Luis Martínez Mollá
- Photographie : Alejandro Ulloa
- Montage : Vincenzo Tomassi (it)
- Musique : Francesco De Masi
- Décors : Alberto Boccianti (it)
- Costumes : Walter Patriarca (it)
- Trucages : Carlo Sindici, Carlos Nin
- Production : Edmondo Amati (it)
- Société de production : Fida Cinematografica (Rome), Atlantida Film (Madrid), Les Films Jacques Roitfeld (Paris)
- Pays de production :  France -  Italie -  Espagne
- Langue originale : italien
- Format : Couleur - 2,35:1 - Son mono - 35 mm
- Durée : 110 min
- Genre : de guerre
- Dates de sortie :
  - Italie : 20 septembre 1969
  - Espagne : 9 février 1970
  - France : 5 août 1970[1]

## Distribution
- Frederick Stafford (VF : Jean-Claude Michel) : Capitaine Paul Stevens[3]
- Francisco Rabal (VF : Marc de Georgi) : le lieutenant Martin Donovan[3]
- Van Johnson (VF : Yves Brainville) : Général George Taylor
- Ida Galli : Meg (créditée Evelyn Stewart)
- Renzo Palmer (VF : Jacques Ferrière) : Sergent Donald Mulligan
- Luigi Pistilli (VF : Edmond Bernard) : Major Krueger
- Teresa Gimpera : Sheila
- Alfredo Mayo (VF : Jean-Henri Chambois) : le maréchal Dowding
- Jacques Berthier (VF : lui-même) : Colonel Smith
- Edy Biagetti : Karl
- Luis Dávila (VF : Bernard Tiphaine) : Gaston Dufour
- Christian Hay : Jacques Pelissier
- Ugo Adinolfi : le soldat Baker
- Eduardo Fajardo (non crédité) : Un officier allemand

## Postérité
Environ trente pour cent de Sur ordre du Führer a été incorporé dans le film de série b La Gloire des canailles d'Alberto De Martino, sorti en décembre 1967 à Rome et en mai 1968 en France. Quand Enzo G. Castellari est allé voir La Gloire des canailles en salles avec sa femme, il a dit avoir été extrêmement contrarié que des scènes qu'il avait tournées aient été recyclées dans un autre film.